# Rafael Obrador
Rafael Obrador Burguera (Campos, 24 februari 2004) is een Spaans voetballer.

## Clubcarrière
Obrador werd geboren in Campos, een gemeente op het eiland Mallorca. In 2014 ruilde hij de jeugdopleiding van CE Campos voor die van RCD Mallorca. In oktober 2019 kreeg de vijftienjarige Obrador, die kon rekenen op interesse van FC Barcelona, een contract tot 2024 van de club. Op 19 juli 2020 maakte hij zijn officiële debuut in het eerste elftal van de club: op de slotspeeldag van de Primera División liet trainer Vicente Moreno hem in de 87e minuut invallen voor Iddrisu Baba. Mallorca was op dat moment al zeker van de degradatie naar de Segunda División.
In oktober 2020 ondertekende hij een driejarig contract bij Real Madrid, waar hij weer aansloot bij de jeugd. Hij trad daarmee in de voetsporen van onder andere Marco Asensio en Pablo Ramón.

## Trivia
- In oktober 2021 werd hij door de Britse krant The Guardian opgenomen in de lijst van de 60 grootste voetbaltalenten geboren in het jaar 2004.[4]